# Mauro Nazif
Mauro Nazif Rasul (Barra do Piraí, 30 de janeiro de 1959) é um médico e político brasileiro, atualmente deputado federal pelo Partido Socialista Brasileiro.

## Biografia
Filho de imigrante e exilado palestino Jamil Nazif Rasul e Uadia Simão Rasul.
Estudou inicialmente nas instituições de sua cidade natal: Escola Municipal Murilo Braga (1964-1965), Escola Municipal Joaquim de Macedo (1966-1969) e no Instituto Educacional Medianeira (1974-1977). Posteriormente, estudou medicina na Fundação Osvaldo Aranha, na cidade de Volta Redonda entre 1978-1983.
Na política, foi vereador em Porto Velho entre 1989 e 1993 e deputado estadual de 1993 a 2003. Foi filiado ao PSDB desde 1988 até o ano 2000. Em 2002 foi candidato a governador do estado, perdendo para Ivo Cassol e José Bianco. Em 2004, foi candidato a prefeito, perdendo para Roberto Sobrinho. Em 2008, foi novamente candidato a prefeito, perdendo para o mesmo Roberto Sobrinho. Em 2006 foi eleito deputado federal pelo PSB, sendo reeleito em 2010 para um segundo mandato. Renunciou o seu mandato para disputar a prefeitura de Porto Velho.
Tornou-se cidadão honorário de Porto Velho em 2004, por indicação da Câmara Municipal.
Em 2012 Mauro Nazif, ainda pertencente ao PSB, foi eleito prefeito de Porto Velho, com 142.937 votos (63,03% dos votos válidos) que disputou com o segundo colocado Lindomar Garçon (PV), com o percentual de 36,97% dos votos válidos.
Em 2016, Mauro Nazif foi novamente candidato a prefeito buscando a reeleição pela coligação "Porto Velho Mais Forte" formada pela aliança entre PSB, PSD, PDT, PCdoB, PTC, REDE, PPL, PV, PHS e SD. Apesar da forte aliança e de ter boa colocação nas pesquisas eleitorais, Nazif ficou apenas em 3º lugar com 24,15% dos votos válidos, perdendo para o deputado estadual Léo Moraes (PTB) e para o ex-promotor Dr. Hildon Chaves (PSDB) que disputaram o segundo turno.
Em 2018 concorreu para Deputado Federal por Rondônia, se elegendo em 7º lugar com 30.399 votos, equivalente a 3,88% dos votos válidos.